# Liudongshengita
La liudongshengita és un mineral de la classe dels carbonats que pertany al grup de la fougerita. Rep el nom en honor de Liu Dongsheng (刘东生) (22 de novembre de 1917, província de Liaoning, Xina - 6 de març de 2008), també conegut com Tung-sheng Liu, geòleg i paleontòleg de l'Institut de Geologia i Geofísica de l'Acadèmia Xinesa de Ciències.

## Característiques
La liudongshengita és un carbonat de fórmula química Zn₄Cr₂(OH)₁₂(CO₃)·3H₂O. Va ser aprovada com a espècie vàlida per l'Associació Mineralògica Internacional l'any 2019, sent publicada per primera vegada el 2021. Cristal·litza en el sistema trigonal. La seva duresa a l'escala de Mohs és 1,5. És l'anàleg amb crom de la zaccagnaïta, i l'anàleg amb ZnCr de la fougerita. És el tercer mineral descobert amb zinc i crom després de la zincocromita ia l'hemihedrita.
Les mostres que van servir per a determinar l'espècie, el que es coneix com a material tipus, es troben conservades al Museu Mineral de la Universitat d'Arizona, a Tucson (Arizona), amb el número de catàleg: 22043, i al projecte rruff, amb el número de mostra: r180016.

## Formació i jaciments
Va ser descobert a la mina 79, situada a Chilito, dins el districte miner de Banner del comtat de Gila (Arizona, Estats Units), on es troba en forma d'agregats micacis o cristalls laminats hexagonals, de fins a 0,10 × 0,10 × 0,01 mm. Aquest indret és l'únic a tot el planeta on ha estat descrita aquesta espècie mineral.